# Panik (band)
 For alternative betydninger, se Panik (flertydig). (Se også artikler, som begynder med Panik)
Panik er et tysk rock band, som består af 2 medlemmer fra Neumünster,Tyskland – Timo Sonnenschein og David Bonk. 
Bandet blev dannet i 2002, af de to medlemmer. Efter det kom flere medlemmer til, og flere blev udskiftet.
I 2007 i Hamburg, startede bandet under navnet Nevada Tan, og udgav deres første single "Revolution", der var medlemmerne David Bonk (guitar, klaver), Timo Sonnenschein (Rapper), Frank Ziegler (sanger), Jan Werner (DJ), Juri Schewe (trommer), Christian Linke (bass),   De fleste af meldemmerne havde været med, næsten fra starten af.
Den 20 januar 2008 annoncere ”Nevada Tan” at de officielt havde ændret deres navn fra Nevada Tan til ”Panik” . Grundet til det, var at de havde fyrret deres manager og producer som havde udnyttet dem, og presset dem i en retning de ikke ville. Manageren og Produceren havde retten til navnet "Nevada Tan" som de selv kaldte for deres eget "projekt". Derfor skiftede Panik deres navn fra "Nevada Tan" til "Panik" igen.
Efter en lang pause udgav Panik den 25 September 2009 deres andet album "Panik".
Den 11. November 2009 meddelte Panik, at fire ud af de seks medlemmer ville forlade bandet, Timo Sonnenshein og David Bonk forblev i bandet.
I december 2009 spillede de seks medlemmer deres sidste koncerter sammen i Tyskland.

## Bandmedlemmer
- Timo "T:mo" Sonnenschein – Rapper – (født den 20 september, 1987 )
- David Bonk – Guitarist – (født den 6 Februar, 1988)

## Tidligere bandmedlemmer
- Jan Werner – DJ – (født den 1 Marts, 1988 ) Forlod bandet: Januar 2010
- Juri Schewe – Trommeslager – (født den 24 november, 1986) Forlod bandet: Januar 2010
- Christian Linke – Bassist – (født den 11 marts, 1987 ) Forlod bandet: Januar 2010
- Frank "Franky" Ziegler – Sanger – (født den 28 april, 1987) Forlod bandet: Januar 2010
- Max Böhlen – Trommeslager – (født den 8 oktober, 1987) – Forlod bandet: 2006-2007

## Diskografi

### Singler
- 2007: Revolution
- 2007: Vorbei
- 2007: Neustart
- 2008: Was Würdest Du Tun
- 2009: Lass mich fallen

### Album
- 2007: Niemand hört dich
- 2009: Panik

### DVDs
- 2007: Niemand Hört Dich-live